# FA Cup 1887-1888
La FA Cup 1887-88 fu la diciassettesima edizione del torneo calcistico più antico del mondo. Vi presero parte 149 compagini, 25 in più dell'anno precedente, ma 4 squadre non giocarono alcun incontro.

## Primo turno
| Squadra locale        | Punteggio                              | Squadra ospite                   | Data            |
| --------------------- | -------------------------------------- | -------------------------------- | --------------- |
| Chester City          | 2–3                                    | Davenham                         | 15 ottobre 1887 |
| Burnley               | 4–0 Risultato annullato                | Darwen Old Wanderers             | 15 ottobre 1887 |
| Grantham              | 4–0                                    | Lincoln Lindum                   | 15 ottobre 1887 |
| Preston North End     | 26–0                                   | Hyde                             | 15 ottobre 1887 |
| South Bank            | 3–2                                    | Newcastle West End               | 15 ottobre 1887 |
| Stoke                 | 1–0                                    | Burslem Port Vale                | 15 ottobre 1887 |
| Matlock               | 2–3                                    | Rotherham Town                   | 15 ottobre 1887 |
| Reading               | 0–2 Risultato annullato                | Dulwich                          | 15 ottobre 1887 |
| Sheffield             | 1–3                                    | Lockwood Brothers                | 15 ottobre 1887 |
| Hitchin               | 2–5                                    | Old Wykehamists                  | 8 ottobre 1887  |
| Royal Engineers       | 3–0                                    | Rochester                        | 15 ottobre 1887 |
| Marlow                | 4–1                                    | South Reading                    | 8 ottobre 1887  |
| Old Etonians          | 4–2                                    | Lancing Old Boys                 | 8 ottobre 1887  |
| Swifts                | 3–1                                    | Maidenhead                       | 15 ottobre 1887 |
| Notts County          | 9–0                                    | Lincoln Ramblers                 | 15 ottobre 1887 |
| Hendon                | 2–4                                    | Old Harrovians                   | 15 ottobre 1887 |
| Nottingham Forest     | 2–1                                    | Notts Swifts                     | 15 ottobre 1887 |
| Blackburn Rovers      | Qualificata per ritiro dell'avversaria | Bury                             |                 |
| Hotspur               | Direttamente al turno successivo       |                                  |                 |
| Stafford Road         | 2–1 Risultato annullato                | Great Bridge Unity               | 15 ottobre 1887 |
| Old Carthusians       | 5–0                                    | Hanover United                   | 15 ottobre 1887 |
| Blackburn Olympic     | Direttamente al turno successivo       |                                  |                 |
| Staveley              | 1–2                                    | Derby County                     | 15 ottobre 1887 |
| Small Heath Alliance  | 6–1                                    | Aston Unity                      | 15 ottobre 1887 |
| Sheffield Heeley      | 9–0                                    | Attercliffe                      | 15 ottobre 1887 |
| Bootle                | 6–0                                    | Workington                       | 15 ottobre 1887 |
| Blackburn Park Road   | 2–1 Blackburn Park Road squalificato   | Distillery                       | 8 ottobre 1887  |
| Bolton Wanderers      | 1–0 Risultato annullato                | Everton                          | 15 ottobre 1887 |
| Accrington            | 11–0                                   | Rossendale                       | 15 ottobre 1887 |
| Chatham               | 5–1                                    | Luton Town                       | 15 ottobre 1887 |
| Walsall Town          | 1–2                                    | Mitchell St George's             | 15 ottobre 1887 |
| South Shore           | Qualificata per ritiro dell'avversaria | Denton                           |                 |
| Church                | Qualificata per ritiro dell'avversaria | Cliftonville                     |                 |
| Macclesfield Town     | 1–3                                    | Shrewsbury Town                  | 15 ottobre 1887 |
| Walsall Swifts        | 1–2                                    | Wolverhampton Wanderers          | 15 ottobre 1887 |
| Old Westminsters      | 4–1                                    | Clapton                          | 15 ottobre 1887 |
| Wrexham Olympic       | Direttamente al turno successivo       |                                  |                 |
| Hurst                 | 5–3 Risultato annullato                | Astley Bridge                    | 15 ottobre 1887 |
| Crewe Alexandra       | 5–0                                    | Druids                           | 15 ottobre 1887 |
| Long Eaton Rangers    | 6–3                                    | Park Grange                      | 15 ottobre 1887 |
| Middlesbrough         | 4–0                                    | Whitburn                         | 15 ottobre 1887 |
| West Bromwich Albion  | 7–1                                    | Wednesbury Old Athletic          | 15 ottobre 1887 |
| Birmingham Excelsior  | 4–1 Risultato annullato                | Warwick County                   | 15 ottobre 1887 |
| Leek                  | 2–2                                    | Northwich Victoria               | 15 ottobre 1887 |
| Sunderland            | 4–2 Risultato annullato                | Morpeth Harriers                 | 15 ottobre 1887 |
| Old Brightonians      | 1–0                                    | Swindon Town                     | 8 ottobre 1887  |
| Derby Junction        | 3–2                                    | Derby St Luke's                  | 15 ottobre 1887 |
| Rawtenstall           | 1–3                                    | Darwen                           | 15 ottobre 1887 |
| Notts Rangers         | 10–1                                   | Jardines                         | 15 ottobre 1887 |
| Notts Olympic         | 3–6 Risultato annullato                | Mellors                          | 15 ottobre 1887 |
| Lincoln City          | 4–1                                    | Horncastle                       | 15 ottobre 1887 |
| Chirk                 | 4–1                                    | Chester St Oswald's              | 15 ottobre 1887 |
| Oswaldtwistle Rovers  | 3–4 Risultato annullato                | Witton                           | 15 ottobre 1887 |
| Higher Walton         | 8–1                                    | Heywood Central                  | 15 ottobre 1887 |
| Burton Swifts         | 7–0                                    | Southfield                       | 15 ottobre 1887 |
| Chesham               | 4–2 Risultato annullato                | Watford Rovers                   | 15 ottobre 1887 |
| Gainsborough Trinity  | 7–0                                    | Boston                           | 15 ottobre 1887 |
| Basford Rovers        | 3–2                                    | Lincoln Albion                   | 15 ottobre 1887 |
| Crusaders             | 9–0                                    | Lyndhurst                        | 15 ottobre 1887 |
| Fleetwood Rangers     | 4–1                                    | West Manchester                  | 15 ottobre 1887 |
| Cleethorpes Town      | 0–4                                    | Grimsby Town                     | 15 ottobre 1887 |
| Newcastle West End    | 5–1                                    | Redcar                           | 15 ottobre 1887 |
| London Caledonians    | 1–6                                    | Old Foresters                    | 15 ottobre 1887 |
| Old St Mark's         | 7–2                                    | East Sheen                       | 15 ottobre 1887 |
| Owlerton              | 2–1                                    | Eckington Works                  | 15 ottobre 1887 |
| Millwall Rovers       | Qualificata per ritiro dell'avversaria | Casuals                          |                 |
| Over Wanderers        | 3–1                                    | Wellington St George's           | 15 ottobre 1887 |
| Ecclesfield           | 4–1                                    | Derby Midland                    | 15 ottobre 1887 |
| Scarborough           | 3–5                                    | Shankhouse                       | 15 ottobre 1887 |
| Belper Town           | 2–3                                    | Sheffield Wednesday              | 15 ottobre 1887 |
| Llangollen            | 7–3 Risultato annullato                | Oswestry Town                    | 8 ottobre 1887  |
| Aston Shakespeare     | 2–3 Risultato annullato                | Burton Wanderers                 | 15 ottobre 1887 |
| Gateshead Association | 0–3                                    | Darlington                       | 15 ottobre 1887 |
| Liverpool Stanley     | 1–5                                    | Halliwell                        | 15 ottobre 1887 |
| Oldbury Town          | 0–4                                    | Aston Villa                      | 15 ottobre 1887 |
| Elswick Rangers       | 3–3                                    | Bishop Auckland Church Institute | 15 ottobre 1887 |

### Ripetizioni
| Squadra locale                   | Punteggio                              | Squadra ospite       | Data             |
| -------------------------------- | -------------------------------------- | -------------------- | ---------------- |
| Burnley                          | Qualificata per ritiro dell'avversaria | Darwen Old Wanderers |                  |
| Dulwich                          | Qualificata per ritiro dell'avversaria | Reading              |                  |
| Royal Engineers                  | Qualificata per ritiro dell'avversaria | Rochester            |                  |
| Great Bridge Unity               | 1–1                                    | Stafford Road        | 22 ottobre 1887  |
| Great Bridge Unity               | Qualificata per ritiro dell'avversaria | Stafford Road        |                  |
| Everton                          | 2–2                                    | Bolton Wanderers     | 29 ottobre 1887  |
| Everton                          | 1–1                                    | Bolton Wanderers     | 12 novembre 1887 |
| Everton                          | 2–1 Everton squalificato               | Bolton Wanderers     | 19 novembre 1887 |
| Astley Bridge                    | Qualificata per ritiro dell'avversaria | Hurst                |                  |
| Warwick County                   | 0–5                                    | Birmingham Excelsior | 22 ottobre 1887  |
| Northwich Victoria               | 4–2                                    | Leek                 | 22 ottobre 1887  |
| Morpeth Harriers                 | 2–3                                    | Sunderland           | 22 ottobre 1887  |
| Notts Olympic                    | 1–2                                    | Mellors              | 22 ottobre 1887  |
| Oswardthistle Rovers             | 1–4                                    | Witton               | 22 ottobre 1887  |
| Watford Rovers                   | 3–1                                    | Chesham              | 22 ottobre 1887  |
| Llangollen Town                  | 0–2                                    | Oswestry Town        | 22 ottobre 1887  |
| Aston Shakespeare                | Qualificata per ritiro dell'avversaria | Burton Wanderers     | 22 ottobre 1887  |
| Bishop Auckland Church Institute | 0–2                                    | Elswick Rangers      | 22 ottobre 1887  |

## Secondo turno
| Squadra locale          | Punteggio                              | Squadra ospite       | Data            |
| ----------------------- | -------------------------------------- | -------------------- | --------------- |
| Darlington              | 4–3                                    | Elswick Rangers      | 5 novembre 1887 |
| Darwen                  | 2–0                                    | Church               | 5 novembre 1887 |
| Dulwich                 | 2–1                                    | Hotspur              | 5 novembre 1887 |
| Preston North End       | 9–1                                    | Bolton Wanderers     | 5 novembre 1887 |
| Shankhouse              | Direttamente al turno successivo       |                      |                 |
| Marlow                  | 2–3                                    | Old Foresters        | 5 novembre 1887 |
| Old Etonians            | 3–2                                    | Old St Mark's        | 5 novembre 1887 |
| Swifts                  | Direttamente al turno successivo       |                      |                 |
| Old Harrovians          | 0–4                                    | Old Brightonians     | 5 novembre 1887 |
| Notts County            | Qualificata per ritiro dell'avversaria | Basford Rovers       |                 |
| Nottingham Forest       | 2–0                                    | Mellors              | 5 novembre 1887 |
| Blackburn Olympic       | 1–5                                    | Blackburn Rovers     | 5 novembre 1887 |
| Astley Bridge           | 0–4                                    | Halliwell            | 5 novembre 1887 |
| Mitchell St George's    | 0–1                                    | West Bromwich Albion | 5 novembre 1887 |
| Small Heath Alliance    | 0–4                                    | Aston Villa          | 5 novembre 1887 |
| Bootle                  | 1–1                                    | South Shore          | 5 novembre 1887 |
| Accrington              | 3–2                                    | Burnley              | 5 novembre 1887 |
| Lockwood Brothers       | Direttamente al turno successivo       |                      |                 |
| Chatham                 | 3–1                                    | Royal Engineers      | 5 novembre 1887 |
| Grimsby Town            | Direttamente al turno successivo       |                      |                 |
| Northwich Victoria      | 0–1                                    | Crewe Alexandra      | 5 novembre 1887 |
| Oswestry                | Direttamente al turno successivo       |                      |                 |
| Old Westminsters        | 8–1                                    | Millwall Rovers      | 5 novembre 1887 |
| Wrexham Olympic         | 1–2                                    | Davenham             | 5 novembre 1887 |
| Wolverhampton Wanderers | 3–0                                    | Aston Shakespeare    | 5 novembre 1887 |
| Long Eaton Rangers      | 1–2                                    | Sheffield Wednesday  | 5 novembre 1887 |
| Middlesbrough           | 4–1                                    | South Bank           | 5 novembre 1887 |
| Birmingham Excelsior    | Direttamente al turno successivo       |                      |                 |
| Sunderland              | 3–1                                    | Newcastle West End   | 5 novembre 1887 |
| Derby County            | 6–0                                    | Ecclesfield          | 5 novembre 1887 |
| Derby Junction          | 3–2                                    | Rotherham Town       | 5 novembre 1887 |
| Notts Rangers           | 4–0                                    | Grantham             | 5 novembre 1887 |
| Lincoln City            | 2–1                                    | Gainsborough Trinity | 5 novembre 1887 |
| Chirk                   | 10–2                                   | Shrewsbury Town      | 5 novembre 1887 |
| Burton Swifts           | 2–5                                    | Great Bridge Unity   | 5 novembre 1887 |
| Crusaders               | 3–2                                    | Old Wykehamists      | 29 ottobre 1887 |
| Fleetwood Rangers       | 1–3                                    | Higher Walton        | 5 novembre 1887 |
| Watford Rovers          | 1–3                                    | Old Carthusians      | 5 novembre 1887 |
| Owlerton                | 1–0                                    | Sheffield Heeley     | 5 novembre 1887 |
| Distillery              | 2–4                                    | Witton               | 5 novembre 1887 |
| Over Wanderers          | 0–2                                    | Stoke                | 5 novembre 1887 |

### Ripetizioni
| Squadra locale | Punteggio | Squadra ospite | Data             |
| -------------- | --------- | -------------- | ---------------- |
| South Shore    | 0–3       | Bootle         | 12 novembre 1887 |

## Terzo turno
| Squadra locale       | Punteggio                        | Squadra ospite          | Data             |
| -------------------- | -------------------------------- | ----------------------- | ---------------- |
| Darlington           | 0–2                              | Shankhouse              | 26 novembre 1887 |
| Darwen               | 1–1                              | Witton                  | 26 novembre 1887 |
| Dulwich              | 1–3                              | Swifts                  | 26 novembre 1887 |
| Preston North End    | 4–0                              | Halliwell               | 3 dicembre 1887  |
| Stoke                | 3–0                              | Oswestry                | 26 novembre 1887 |
| Old Etonians         | 7–2                              | Old Westminsters        | 26 novembre 1887 |
| Old Foresters        | Direttamente al turno successivo |                         |                  |
| Nottingham Forest    | 2–1                              | Notts County            | 26 novembre 1887 |
| Aston Villa          | Direttamente al turno successivo |                         |                  |
| Old Carthusians      | 5–0                              | Old Brightonians        | 24 novembre 1887 |
| Sheffield Wednesday  | Direttamente al turno successivo |                         |                  |
| Accrington           | 1–3                              | Blackburn Rovers        | 26 novembre 1887 |
| Grimsby Town         | 2–0                              | Lincoln City            | 26 novembre 1887 |
| Davenham             | 2–2                              | Chirk                   | 19 novembre 1887 |
| Crewe Alexandra      | Direttamente al turno successivo |                         |                  |
| Middlesbrough        | 2–2                              | Sunderland              | 26 novembre 1887 |
| West Bromwich Albion | 2–0                              | Wolverhampton Wanderers | 26 novembre 1887 |
| Derby County         | 6–2                              | Owlerton                | 26 novembre 1887 |
| Derby Junction       | 2–1                              | Lockwood Brothers       | 19 novembre 1887 |
| Notts Rangers        | Direttamente al turno successivo |                         |                  |
| Higher Walton        | 1–6                              | Bootle                  | 26 novembre 1887 |
| Crusaders            | 4–0                              | Chatham                 | 26 novembre 1887 |
| Great Bridge Unity   | 2–1                              | Birmingham Excelsior    | 26 novembre 1887 |

### Ripetizioni
| Squadra locale | Punteggio                   | Squadra ospite | Data             |
| -------------- | --------------------------- | -------------- | ---------------- |
| Witton         | 0–2                         | Darwen         | 3 dicembre 1887  |
| Chirk          | 6–1                         | Davenham       | 26 novembre 1887 |
| Sunderland     | 4–2 Sunderland squalificato | Middlesbrough  | 3 dicembre 1887  |

## Quarto turno
| Squadra locale       | Punteggio                        | Squadra ospite      | Data             |
| -------------------- | -------------------------------- | ------------------- | ---------------- |
| Darwen               | 3–1                              | Notts Rangers       | 17 dicembre 1887 |
| Preston North End    | Direttamente al turno successivo |                     |                  |
| Stoke                | Direttamente al turno successivo |                     |                  |
| Shankhouse           | 0–9                              | Aston Villa         | 17 dicembre 1887 |
| Old Foresters        | 4–2                              | Grimsby Town        | 17 dicembre 1887 |
| Nottingham Forest    | 6–0                              | Old Etonians        | 17 dicembre 1887 |
| Blackburn Rovers     | Direttamente al turno successivo |                     |                  |
| Old Carthusians      | Direttamente al turno successivo |                     |                  |
| Crewe Alexandra      | 2–2                              | Swifts              | 10 dicembre 1887 |
| Middlesbrough        | Direttamente al turno successivo |                     |                  |
| West Bromwich Albion | Direttamente al turno successivo |                     |                  |
| Derby County         | Direttamente al turno successivo |                     |                  |
| Derby Junction       | Direttamente al turno successivo |                     |                  |
| Chirk                | Direttamente al turno successivo |                     |                  |
| Crusaders            | 0–1                              | Sheffield Wednesday | 17 dicembre 1887 |
| Great Bridge Unity   | 1–2                              | Bootle              | 17 dicembre 1887 |

## Quinto turno
| Squadra locale       | Punteggio | Squadra ospite      | Data             |
| -------------------- | --------- | ------------------- | ---------------- |
| Darwen               | 0–3       | Blackburn Rovers    | 7 gennaio 1888   |
| Nottingham Forest    | 2–4       | Sheffield Wednesday | 7 gennaio 1888   |
| Aston Villa          | 1–3       | Preston North End   | 7 gennaio 1888   |
| Old Carthusians      | 2–0       | Bootle              | 7 gennaio 1888   |
| Crewe Alexandra      | 1–0       | Derby County        | 7 gennaio 1888   |
| Middlesbrough        | 4–0       | Old Foresters       | 7 gennaio 1888   |
| West Bromwich Albion | 4–1       | Stoke               | 7 gennaio 1888   |
| Chirk                | 0–1       | Derby Junction      | 31 dicembre 1887 |

## Sesto turno
| Squadra locale       | Punteggio | Squadra ospite    | Data            |
| -------------------- | --------- | ----------------- | --------------- |
| Sheffield Wednesday  | 1–3       | Preston North End | 30 gennaio 1888 |
| Middlesbrough        | 0–2       | Crewe Alexandra   | 28 gennaio 1888 |
| West Bromwich Albion | 4–2       | Old Carthusians   | 28 gennaio 1888 |
| Derby Junction       | 2–1       | Blackburn Rovers  | 28 gennaio 1888 |

## Semifinali
| Squadra locale       | Punteggio | Squadra ospite  | Data             |
| -------------------- | --------- | --------------- | ---------------- |
| Preston North End    | 4–0       | Crewe Alexandra | 18 febbraio 1888 |
| West Bromwich Albion | 3–0       | Derby Junction  | 18 febbraio 1888 |

## Finale
| Squadra locale       | Punteggio | Squadra ospite    | Data          |
| -------------------- | --------- | ----------------- | ------------- |
| West Bromwich Albion | 2–1       | Preston North End | 24 marzo 1888 |